# Daniel Rolander
Daniel Rolander est un explorateur, botaniste, entomologiste et naturaliste suédois, né le 14 mars 1723 à Hälleberga, dans le Småland, et mort le 10 août 1793 à Lund.

## Biographie

### Jeunesse et études
Daniel Rolander, probablement fils de fermier, est né en 1723 ou en 1725 à Hälleberga. Il fréquente l'école de la cathédrale de Växjö dès 1736, puis le gymnase de la même ville dès 1741. Il entre à l’université d'Uppsala en 1744 et étudie la théologie, mais également l'histoire naturelle auprès de Carl von Linné (1707-1778). Pendant une partie de ses études, de 1751 à 1754, il travaille comme précepteur pour Carl, le fils de ce dernier, en échange du toit et du couvert. 

### Expédition au Surinam
Des aides financières de Carl von Linné et de Charles de Geer (1720-1778), ainsi qu'une bourse (Thunska stipendiet) et le soutien de l'Académie royale des sciences de Suède permettent à Daniel Rolander de trouver l’argent nécessaire pour partir pour le Suriname, où il va collecter des plantes étudiées par Christen Friis Rottbøll. Il part le 21 octobre 1754 d'Ystad pour le nord de l'Allemagne, puis Amsterdam. Il commence la traversée de l'Atlantique au départ de Texel le 12 avril 1755 et arrive au Suriname le 20 juin. Il y travaille comme précepteur des enfants de Carl Gustaf Dahlberg et y reste pendant sept mois. Il tombe rapidement malade et montre les premiers signes d’un dérangement mental. Ceci l’oblige à rentrer rapidement dans son pays. Il commence son voyage de retour le 22 janvier 1756 et arrive en Suède le 2 octobre de la même année, après avoir fait escale à Saint-Eustache, Amsterdam, Hambourg et Wismar. Ses notes sont publiées en 1811 sous le titre de Diarium surinamense, quod sub itinere exotico conscripsit Daniel Rolander.

### Vie en Suède après son expédition
À son retour du Suriname, Daniel Rolander est engagé pour s'occuper du jardin de l'hôpital Seraphim à Stockholm, poste qu'il occupe de 1757 à 1761. Lorsqu'il perd cet emploi, il s'installe à Copenhague où il reste jusqu'en 1765. Il essaie de publier ses observations du Suriname, mais, n'y parvenant pas, vend ses collections pour subvenir à ses besoins. Il est ainsi le seul apôtre de Linné à avoir refusé de transmettre les spécimens récoltés pendant son voyage à Carl von Linné. De 1765 à 1770, il vit à Landskrona et se consacre à la botanique, notamment grâce au soutien financier du major général Alexander Michel von Strussenfeldt (1716-1797) et du chef du Bureau du commerce Arvid Schauw (1711-1788). Il réalise notamment un inventaire botanique de l'île de Ven. De 1770 à 1775, il s'installe à Lund où il reçoit une bourse de l'université et aide le professeur d'histoire naturelle et autre ancien élève de Linné Eric Gustaf Lidbeck (1724-1803). Peu de choses sont connues sur la vie de Rolander de 1775 à 1803, mais il semble qu'il ait vécu dans la pauvreté et en mauvaise santé.

## Hommages
Genre
- (Asteraceae) Rolandra Rottb.

Espèces
- (Dilleniaceae) Doliocarpus rolandri J.F.Gmel.[2]
- (Moraceae) Ficus rolandri Miq.[3]
- (Moraceae) Urostigma rolandri Liebm.[4]